# Companies House
Companies House és el registre mercantil del Regne Unit i és una agència executiva i un fons comercial del Govern del Regne Unit. Té la seu central a Cardiff, Gal·les. Depèn del Departament de Negocis, Energia i Estratègia Industrial (BEIS) i també és membre del Public Data Group. Totes les formes de societats (segons el que permet la Llei de Societats del Regne Unit) s'incorporen i registren a Companies House i registren detalls específics segons ho exigeix l'actual Llei de Societats de 2006. Totes les societats de responsabilitat limitada registrades, incloses les filials, petites empreses i societats inactives, han de presentar els seus estats financers anuals a més dels comptes anuals de l'empresa, passant tots a ser registres públics. Només algunes societats no limitades registrades (que compleixen certes condicions) estan exemptes d'aquest requisit.
El Regne Unit compta amb un sistema de registre d'empreses des del 1844 i la regulació actual data del 2006.